# Ibahernando
Ibahernando ist ein südwestspanisches Dorf und eine Gemeinde (municipio) mit 545 Einwohnern (Stand: 2024) in der Provinz Cáceres (Extremadura). 

## Lage und Klima
Ibahernando liegt im Süden der Provinz Cáceres in einer Höhe von knapp 540 m. Die Entfernung zur Hauptstadt Cáceres beträgt 58 km (Fahrtstrecke) in westnordwestlicher Richtung. 
Am nordöstlichen Rand der Gemeinde führt die Autovía A-5 entlang.
Das Klima ist meist warm und trocken; der eher spärliche Regen (ca. 485 mm/Jahr) fällt hauptsächlich im Winterhalbjahr.

## Bevölkerungsentwicklung
| Jahr      | 1970 | 1981 | 1991 | 2001 | 2011 | 2021 |
| Einwohner | 1323 | 944  | 840  | 681  | 449  | 543  |

## Sehenswürdigkeiten
- Reste einer westgotischen Basilika aus dem 5. Jahrhundert

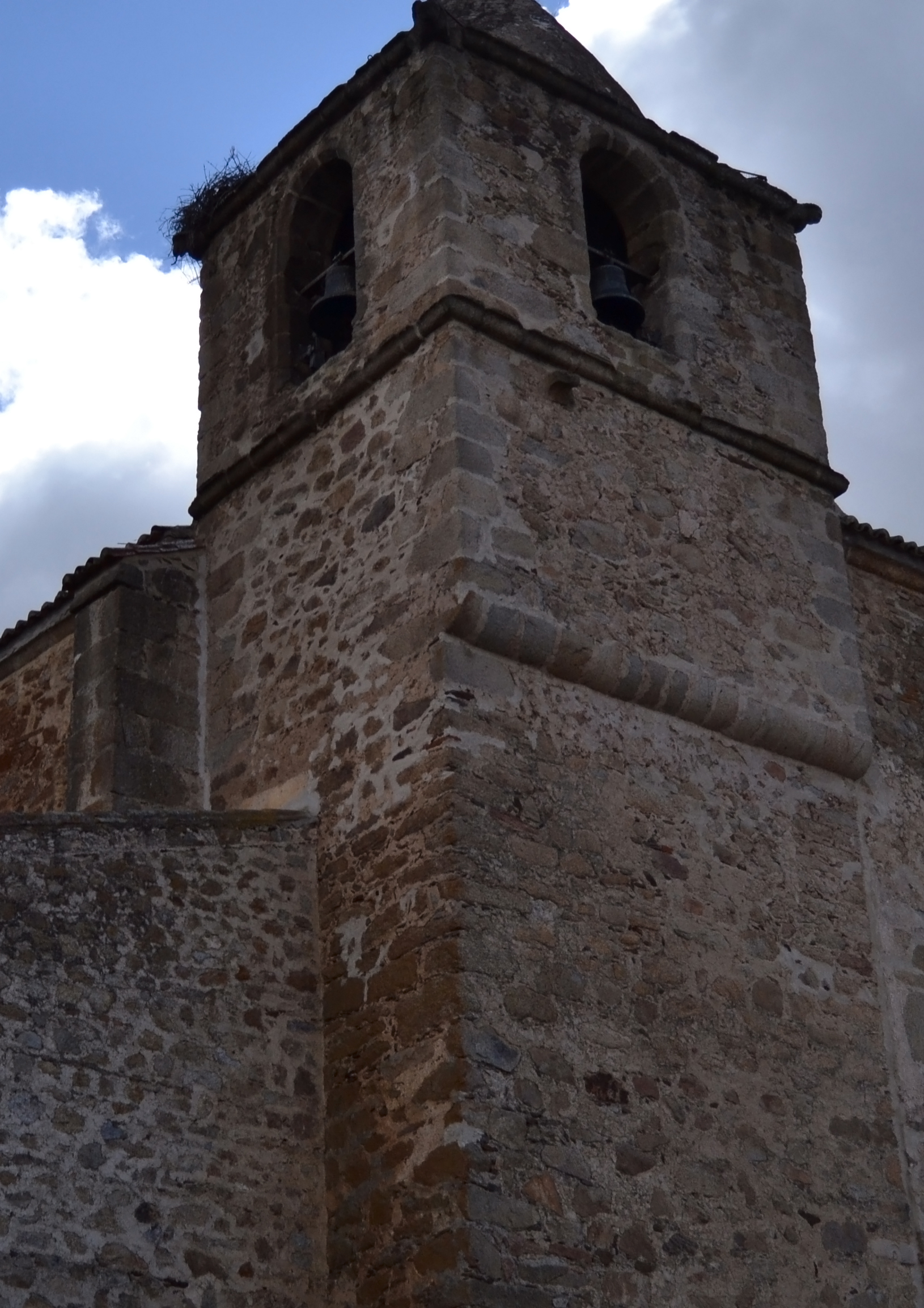
Kirche Johannes’ Enthauptung
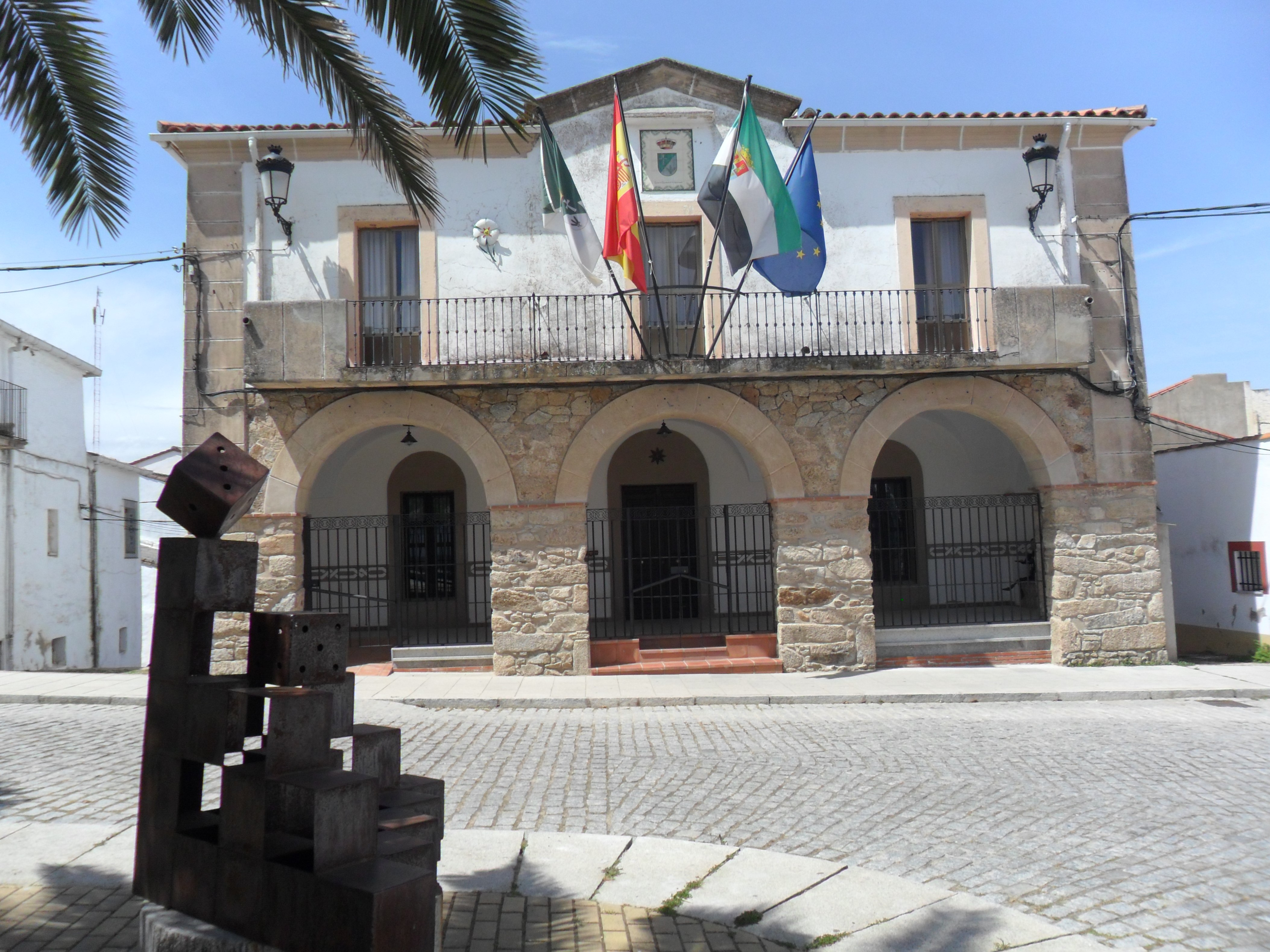
Marienkapelle

- Kirche Johannes’ Enthauptung
- Rathaus

## Persönlichkeiten
- Eladio Viñuela (1937–1999), Biochemiker
- Alejandro Cercas Alonso (* 1949), Politiker (PSOE)
- Javier Cercas (* 1962), Schriftsteller